# Tito El Bambino
Tito El Bombino (Efraín David Fines Nevárez, n. 5 octombrie 1981, Carolina⁠(d), Puerto Rico), alias Tito, este un cântăreț de reggaeton portorican din Carolina.
Timp de doisprezece ani el a format cu Héctor El Bambino duetul reggaetón Héctor y Tito, cunoscut sub numele de scenă Los Bambinos. Ei s-au cunoscut reciproc încă din copilărie.

## Biografie
Tito vrea să fie mult mai puțin controversat decât mulți alți artiști reggaeton prin faptul că versurile cântecelor sale sunt mai puțin șocante în ceea ce privește conținutul.
Efraín Tito Fines Nevárez participă la o campanie numită "Ritmul tineretului", care solicită eliminarea abandonului școlar, consumul de droguri și combaterea violenței.
În 2006, Tito El Bambino va abandona linia romantică cu piesa Esta noche, care va face parte din noua producție The Benjamin, de Luny Tunes.
În 2007, el părăsește Siente El Boom (Ft din ghetou și Jowell & Randy)
Este prezentat cu Beenie Man în Flow Natural de la Top of the line.
În 2010, melodia ei "El Amor", scrisă cu Joan Ortiz Espada, a fost numită Song Latin of the Year de către Societatea Americană de Compozitori, Autori și Editori (ASCAP). El a fost premiat Compozitor al anului la ASCAP 2011.

## Discografie

### Intro
- Caile
- Mi Chica Rebelde
- Mia (feat. Daddy Yankee)
- Secreto
- Maximo
- Tu Cintura (feat. Don Omar)
- Me Da Miedo
- Reto
- Peligro
- Flow Natural
- Sera
- Te Extraño
- Donde Estan
- Corre Y Dile

- El Tra
- La Pelea
- Fans Featuring R.K.M. & Ken Y.
- El Bum Bum
- Ultimo Abrazo
- Booty Featuring Pharrell
- Novio Imaginario
- Solo Dime Que Si
- La Busco Featuring Toby  Love
- En La Disco
- Esto Se Baila Asi
- El Mambo De Las Shorty's
- No Quiero Soltarte

Sol, 
- Playa Y Arena
- La Gloria Es Tuya

- Bailarlo
- Voy A Mi
- Enamorando
- Calentándote
- Siente El Boom (feat. De La Ghetto,Jowell & Randy)
- Caile
- Mi Chica Rebelde
- Mia (feat. Daddy Yankee)
- Secreto
- Tu Cintura (feat. Don Omar)
- Me Da Miedo
- Reto
- Peligro
- Flow Natural (feat. Beenie Man & Deevani)
- Será
- Dónde Están
- Corre Y Dile
- Sonsoneo
- Tuve Que Morir

### El Patrón(2009)
- El Amor
- Suéltate
- Mata
- Desnúdate
- Mi Cama Huele A Ti (feat. Zion & Lennox)
- Piropo
- Baila Sexy
- Perfúmate
- Te Comencé A Querer
- Agárrala (feat. Plan B)
- Te Extraño
- Under
- Se Me Daña La Mente
- Somos Iguales

### Invencible (2011)
- Llueve el amor
- Llama al Sol
- Barquito
- Máquina del tiempo (Feat.Wisin & Yandel)
- Éramos niños (Feat. Gilberto Santa Rosa & Héctor Acosta)
- Chequea cómo se siente (Feat. Daddy Yankee)
- Basta ya
- Quiero besarte (Feat. J King & Maximan)
- Ella es libre
- Dime cómo te va (Feat. El Bambi)
- Basta ya (Pop) (Feat. Noel Schajris)
- Apaga la luz
- Candela
- Llueve el amor (Versión Banda) (Feat. Banda El Recodo)

### Invicto(2012)
- 1.Por Que Le Mientes (feat Marc Anthony)
- 2. Me Fascinas
- 3. Dime Si No Es Verdad
- 4. Tu Olor
- 5. Ahora No Sé
- 6. Me Gustas (feat Yandel)
- 7. Alzo Mi Voz, (feat Tercer Cielo))
- 8. El No Te Lo Hace Como Yo
- 9. Llegaste Tú
- 10. Que Ellos Pretenden
- 11. Dame La Ola (Salsa Version), (feat Tito Nieves)
- 12. Dámelo
- 13. Dame La Ola
- 14. Por Que Le Mientes, (Radio Versión), (feat. Marc Anthony)

### Alta jerarquía(2014)
- 1. Sólido
- 2. Como antes (feat Zion & Lennox)
- 3. Controlando
- 4. A que no te atreves (feat Chencho)
- 5. Adicto a tus redes (feat Nicky Jam)
- 6. Miénteme (feat Antony Santos)
- 7. Él está celoso
- 8. Adicto al sexo (feat Randy)
- 9. Contigo
- 10. Qué les pasó (feat Vico C)
- 11. Compromiso (feat Alexis & Fido)
- 12. La calle lo pidió (feat Cosculluela)
- 13. Ricos y famosos, (feat Wisin y Ñengo Flow)
- 14. A que no te atreves (remix)(con Chencho, Daddy Yankee y Yandel)
- 15. Gatilleros (feat Cosculluela)
- 16. Hay que comer (feat Andy Montanez)